# Erica scoparia subsp. scoparia
Erica scoparia subsp. scoparia é uma subespécie de planta com flor pertencente à família Ericaceae. 
A autoridade científica da subespécie é L., tendo sido publicada em Sp. Pl. 353 (1753).
Os seus nomes comuns são moita-alvarinha, urze-das-vassouras, urze-durázia ou vassoura.

## Portugal
Trata-se de uma subespécie presente no território português, nomeadamente em Portugal Continental.
Em termos de naturalidade é nativa da região atrás indicada.

## Protecção
Não se encontra protegida por legislação portuguesa ou da Comunidade Europeia.